# One of Them
"One of Them" (da. titel En af dem) er det 38. afsnit af tv-serien Lost. Episoden blev instrueret af Stephen Williams og skrevet af Damon Lindelof & Carlton Cuse. Det blev første gang udsendt 15. februar 2006, og karakteren Sayid Jarrah vises i afsnittets flashbacks.

## Handling
I et flashback, Sayid tages til fange i Golfkrigen. Siden han taler engelsk, så de hyre ham til at være oversætter under et forhør af en af hans irakiske soldatervenner. Sayid er tvunget til at tage til drastiske muligheder, for at få den infomation for hans tilfangetagere. Tilbage på øen, dukker Rousseau op igen med en gave, der måske kan få den mørke side frem i de overlevende.

## Bipersoner
- Sergent Buccelli – Theo Rossi
- Danielle Rousseau – Mira Furlan
- Kelvin Inman – Clancy Brown
- Sergent Sam Austen – Lindsey Ginter
- Tariq – Marc Casabani